# Heinz Saalig
Heinz Saalig (* 6. Juli 1922 in Frankfurt am Main; † 8. März 2007 in Frankfurt am Main) war ein deutscher Maler und Bildhauer des Neoexpressionismus.

## Leben
Heinz Saalig wurde in Frankfurt am Main geboren. Von 1937 bis 1939 ließ er sich zum Metallbildner-Gesellen ausbilden. Nach Kriegsgefangenschaft im Zuge des Zweiten Weltkriegs studierte Saalig von 1947 bis 1954 am Städelschen Kunstinstitut in Frankfurt am Main in der Klasse des Bildhauers Hans Mettel. 1954 heiratete er die Bildende Künstlerin Elena Saalig (geb. Stoltz, 1924–2011).
In den Jahren 1958–1964 war Saalig Privatschüler des Malers Leo Grewenig in Bensheim. 1964 erwarb er den Meisterbrief als Glasmaler. Das kriegsbedingt verhinderte Abitur holte er 1969 am Abendgymnasium in Frankfurt nach. Dies ermöglichte ihm anschließend ein Universitätsstudium der Kunstpädagogik, Kunstgeschichte, Archäologie, Philosophie und Psychologie in Frankfurt am Main.
1972 ließ sich Heinz Saalig mit seiner jungen Familie in einem Atelier- und Wohngebäude nieder, das Teil der reform-städtebaulichen Siedlung Frankfurt-Riederwald des Architekten Ernst May ist. Von dort aus wirkte Saalig in der Folgezeit als freier Bildhauer und Maler. In diesen Jahrzehnten entstand der Großteil seines umfangreichen, großenteils neoexpressionistischen Œuvres, das Großplastiken, Bronzeskulpturen, Werksteinreliefs, Glasmalereien und Mosaiken ebenso umfasst wie Fresco-buono-Wandmalereien, klassische Ölmalereien und Bildteppiche – darunter viele Arbeiten im öffentlichen Raum. Saaligs Arbeiten wurden bei zahlreichen internationalen Einzel- und Gruppenausstellungen präsentiert.
1982 gründete Saalig zusammen mit anderen Künstlern der Frankfurter Szene die Künstlergruppe „Griesheimer Schule“, als deren Sprecher er bis zu seinem Tod fungierte und in deren Kontext er eine private Kunstschule betrieb.
Heinz Saalig erhielt den YMCA-Kunstpreis des Internationalen Roten Kreuzes, das Diplôme d’Honneur des Salon International Biarritz, die Ehrenplakette der Internationalen Künstlerbörse sowie den Studienpreis der Heusenstamm-Stiftung.
Am 6. März 2007 wurde Heinz Saalig unweit seines Ateliers Opfer eines Raubüberfalls, bei dem der Täter einen einstelligen Geldbetrag erbeutete. Vermutlich infolge des Überfalls verstarb der Künstler wenige Tage später.
Das in seinem Originalzustand weitgehend konservierte Atelier Saalig in Frankfurt-Riederwald präsentiert eine kleine Auswahl von Arbeiten des Künstlers aus verschiedenen Schaffensperioden. Das Atelier ist nach Vereinbarung öffentlich zugängig.
Als posthume Ehrung des Künstlers wurde im Jahr 2014 der Querweg zwischen Lassallestraße und Am Erlenbruch in Frankfurt-Riederwald als „Heinz-Saalig-Weg“ benannt.

## Werke (Auswahl)
- „Welthandel-Fresko“ (1955) Merianschule, Frankfurt-Bornheim
- Mosaik-Wandbilder „Die Tiere der Stadt“ und „Storch im Nest“ (1957)  im Bürgermeister-Gräf-Haus in Frankfurt-Sachsenhausen
- Offset-Serie, gebunden „New York sketch book. August 5th to 23th 1969“
- Skulptur „Flora“ (1970) in der Berliner Straße in Maintal-Dörnigheim
- Skulptur „Papilia“ (1971) in Kelkheim/Taunus und ein zweiter Guss vor dem Atelier Saalig
- Wandfresco in Frankfurt-Riederwald (1993)